# Gunnar Ekelöf

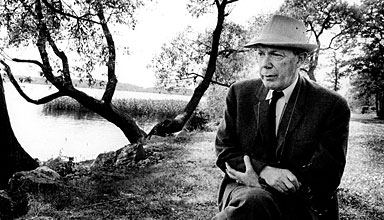
Gunnar Ekelöf, 1967.

Bengt Gunnar Ekelöf (Stockholm, 15 september 1907 – Sigtuna, 16 maart 1968) was een modernistisch Zweeds dichter en essayist.

## Leven en werk
Ekelöf kwam uit een gegoed milieu en studeerde aan de School of Oriental Studies in Londen, onder andere Perzisch aan de Universiteit van Uppsala en van 1929 tot 1930 muziek te Parijs. Tijdens die laatste periode schreef hij zijn experimentele dichtbundel På jorden (1932), waarin hij op onconventionele wijze zelfmoordgedachten en apocalyptische stemmingen beschreef. Erkenning kreeg hij met zijn meer toegankelijke bundel Dedikation (1934), waarin hij surrealistische, symbolistische en romantische invloeden verwerkt. Later zou hij terugkeren naar een eenvoudiger taalgebruik met veelvuldige beschrijvingen van natuurstemmingen. 
Ekelöfs definitieve doorbraak kwam met Färjesång (Veerlied, 1941), waarin hij naar het voorbeeld van T.S. Eliot een muzikale spreektaal verbindt met een abstracte analyse, waarmee hij achter de oppervlakte der dingen tracht te komen, via versoberde droombeelden, op zoek naar 'het grote mysterie'. Zijn stijl is beknopt, vaak aforistisch, onder invloed van Friedrich Nietzsche en Laozi. Zijn poëzie wordt gekenmerkt door een groot gevoel voor maat, die hij zelf ooit koppelde aan de muziek van Igor Strawinsky.
In zijn latere bundels (met name Diwan över fursten av Emgión, 1965), zich vaak afspelend in het middeleeuwse Byzantium, nam Ekelöf vooral het erotisch-mystieke verlangen naar geborgenheid tot thema, zoals hij dat in zijn eigen jeugd node had gemist: zijn vader was psychiatrisch ziek, zijn moeder hertrouwde maar hij wees zijn stiefvader af, en daarmee uiteindelijk ook zijn stiefmoeder.
Ekelöf had de levenshouding van een 'outsider' en die geest schemerde ook door in zijn werk. Zijn gedachtegoed raakte aan het anarchisme. Deze manier van leven en denken paste erg goed bij de jongerencultuur uit de late jaren zestig, toen hij zijn werk erg populair werd. In 1966 werd hem de Literatuurprijs van de Noordse Raad toegekend. Hij overleed in 1968, 60 jaar oud, op een hoogtepunt van roem.

#### Postuum
- Partitur (1969)
- Lägga patience (1969)
- En självbiografi (1971)
- En röst (1973)
- Grotesker (1981)
- Variationer (1986)
- Drömmen om Indien (1989)